# Luís de Enghien
Luís de Enghien foi Duque titular do Ducado de Atenas entre 1381 e 1394. Foi seguido no cargo por Margarida de Enghien.
Foi também o oitavo senhor do Senhorio de Argos e Náuplia, que governou conjuntamente com a sua mãe Isabel de Brienne este estado cruzado, criado como feudo do Principado de Acaia. Foi antecedido por Gualtério VI de Brienne e seguido no governo do senhorio por Margarida de Enghien.